# 不活化ワクチン
不活化ワクチン（ふかつかワクチン、英: Inactivated vaccine）は、細菌やウイルスを殺して毒性をなくし、免疫をつけるために必要な成分を取り出してワクチン化したもの。

## 概要
死菌ワクチンとも呼ばれ、狭義の不活化ワクチンは化学処理により死んだウイルス、細菌、リケッチアを使用する。取り扱いや効果において同様である抗原部分のみを培養したものを総称して、不活化ワクチンとされる場合もある。
不活化ワクチンは異物として認識されるのみで感染はしないため、感染細胞が出来ない。よって細胞性免疫は誘導されず、抗体が産生される液性免疫のみが誘導される。
生ワクチンに比べて副反応が少ない半面、体内で細菌やウイルスは増殖せず、液性免疫のみの獲得となり、免疫の続く期間が短い。そのためアジュバントを用いて抗体価を上げるほか、一定の間隔で2 - 3回接種して最小限必要な免疫をつけたあと、約1年後に追加接種をして十分な免疫をつけるものが多い。